# Tense Nervous Headache
Tense Nervous Headache – drugi album brytyjskiego piosenkarza Boya George'a wydany w roku 1988. Album miał się ukazać 1 października 1988 roku w Wielkiej Brytanii, ale został przełożony na trzy tygodnie, aby sprawdzić, czy sprzedaż pierwszego singla „Don't Cry” (wydanego we wrześniu) wzrośnie. Kiedy singiel utknął na 60 miejscu w UK Singles Chart, Virgin Records ostatecznie zdecydowało się wycofać album ze sprzedaży w Wielkiej Brytanii. Chociaż album został wycofany ze sprzedaży w Wielkiej Brytanii, nadal był wydawany w Europie, ale nie został wydany przez Virgin Records w Stanach Zjednoczonych. W Ameryce za to został wydany w 1989 album zatytułowany „High Hat”, który zawiera sześć utworów z „Tense Nervous Headache” i cztery z albumu Boya George'a z 1989 roku „Boyfriend”, który również nie został wydany w Ameryce. Tytuł jest odniesieniem do brytyjskiej reklamy telewizyjnej Anadin.

## Lista utworów

### LP
| Side A | Side A                       | Side A                                              | Side A  |
| Nr     | Tytuł utworu                 | Autorzy                                             | Długość |
| ------ | ---------------------------- | --------------------------------------------------- | ------- |
| 1.     | „Don't Cry”                  | O'Dowd / Bobby Z. / Maidman                         | 7:01    |
| 2.     | „You Are My Heroin”          | O'Dowd / Maidman / Nightingale / Stevens / Fletcher | 6:19    |
| 3.     | „I Go Where I Go”            | O'Dowd / Naslas                                     | 4:42    |
| 4.     | „Girl with Combination Skin” | O'Dowd / Fletcher / Maidman / Nightingale           | 6:00    |

| Side B | Side B                          | Side B                                    | Side B  |
| Nr     | Tytuł utworu                    | Autorzy                                   | Długość |
| ------ | ------------------------------- | ----------------------------------------- | ------- |
| 1.     | „Whisper”                       | O'Dowd / Bobby Z. / Maidman               | 5:39    |
| 2.     | „Something Strange Called Love” | O'Dowd / Vincent / Dewar                  | 4:00    |
| 3.     | „I Love You”                    | O'Dowd / Fletcher / Maidman / Nightingale | 4:47    |
| 4.     | „Kipsy”                         | O'Dowd / Dewar / Nightingale / Geary      | 6:07    |
| 5.     | „Mama Never Knew”               | O'Dowd / Vincent / Maidman                | 4:58    |

### CD
| Nr  | Tytuł utworu                         | Autorzy                                             | Długość |
| --- | ------------------------------------ | --------------------------------------------------- | ------- |
| 1.  | „Don't Cry”                          | O'Dowd / Bobby Z. / Maidman                         | 7:03    |
| 2.  | „You Are My Heroin”                  | O'Dowd / Maidman / Nightingale / Stevens / Fletcher | 6:20    |
| 3.  | „I Go Where I Go”                    | O'Dowd / Naslas                                     | 4:42    |
| 4.  | „Girl with Combination Skin”         | O'Dowd / Fletcher / Maidman / Nightingale           | 6:02    |
| 5.  | „Whisper”                            | O'Dowd / Bobby Z. / Maidman                         | 5:41    |
| 6.  | „Something Strange Called Love”      | O'Dowd / Vincent / Dewar                            | 6:02    |
| 7.  | „I Love You”                         | O'Dowd / Fletcher / Maidman / Nightingale           | 4:47    |
| 8.  | „Kipsy”                              | O'Dowd / Dewar / Nightingale / Geary                | 6:06    |
| 9.  | „Mama Never Knew”                    | O'Dowd / Vincent / Maidman                          | 4:57    |
| 10. | „What Becomes Of The Broken Hearted” | Weatherspoon / Dean / Riser                         | 3:42    |
| 11. | „American Boyz”                      | O'Dowd / Vincent / Maidman / Nightingale            | 6:20    |
| 12. | „Happy Family”                       | O'Dowd / Healey                                     | 5:07    |

## Miejsca na listach przebojów
| Lista                       | Pozycja |
| --------------------------- | ------- |
| Szwecja (Sverigetopplistan) | 46      |